# 職工事情
『職工事情』（しょっこうじじょう）は、日本の農商務省により1903年（明治36年）に発行された、各工業部門の労働状況に関する調査報告書。

## 内容
原本は5つの分冊で構成される。それぞれ『綿糸紡績職工事情』、『生糸職工事情・織物職工事情』、『鉄工その他を含む職工事情』、『付録一』、『付録二』である。『付録一』には女工の虐待などについて各府県に照会した回答を記録しており、『付録二』には女工や工場主などの関係者との談話を収録している。

## 経緯
日清戦争を機に発展した工場生産は新たな社会問題を引き起こした。1897年には労働争議の件数が急増するなど労働者の問題が顕在し、これを契機に政府は工場調査を開始し、この『職工事情』の他に1897年に『工場及ビ職工ニ関スル通弊一斑』、1902年に『工場調査要領』を発表している。
これらの調査は工場法制定に向けて行われたものであったが、内閣の更迭などがあり法案提出は見送られた。その後1900年に農商務省工務課に窪田静太郎を主任として「工場調査掛」が設置された。嘱託には桑田熊蔵、久保無二雄、広部周助、横山源之助などが就任して工場の現状と弊害が調査された。
1903年3月に全5冊が印刷配布されるが、1904年に日露戦争が勃発すると調査掛は休止となりそのまま廃止となった。また、配布された範囲については明らかになっておらず、戦前においては入手することはおろか閲覧することも難しかった。